# Alois Špera
Alois Špera, též Alois Matyáš Špera (17. února 1869 Kardašova Řečice – 23. ledna 1934 Blansko), byl český a československý politik a meziválečný senátor Národního shromáždění.

## Biografie
Vychodil obecnou školu v rodné Kardašově Řečici, vyučil se krejčím. Roku 1884 společně s pekařským dělníkem Jindřichem Vojtěchem a dalšími mladíky založil tajný spolek Slovanských bojovníků za pravdu. Zemský soud je pak obžaloval z velezrady a 5. října 1884 stanuli před soudem. Špera byl odsouzen na 15 měsíců do žaláře.
Byl spisovatelem a publicistou. Působil coby redaktor časopisu Červánky. Psal krátké scénky. Červánky redigoval přes třicet let. Byl rovněž redaktorem listu Budivoj v Českých Budějovicích a četných sociálně demokratických periodik v Brně. Vydával filozofické studie.
Profesí byl redaktorem a členem zemského výboru v Brně. Od července 1919 působil jako přísedící moravského zemského výboru a roku 1922 se stal náměstkem moravského zemského hejtmana.
V parlamentních volbách v roce 1920 získal za Československou sociálně demokratickou stranu dělnickou senátorské křeslo v Národním shromáždění. V senátu zasedal do roku 1925.